# Estádio Suphachalasai
O Estádio Suphachalasai é um estádio localizado na cidade de Bangkok, na Tailândia.
Inaugurado em 1935, tem capacidade para 35.000 torcedores e é utilizado principalmente para partidas de futebol.
Foi sede principal do Jogos Asiáticos de 1966, 1970 e 1978 e uma das sedes da Copa da Ásia de 2007.
Em 1993, o estádio ficou famoso por receber dois shows do Rei do Pop Michael Jackson. As apresentações — ambas totalmente esgotadas — tiveram estimativas de público de 105 mil pessoas (52,5 mil fãs por show, aproximadamente), garantindo o recorde de público do estádio.   